# 초곱
모형 이론에서 초곱(超곱, 영어: ultraproduct 울트라프로덕트[*])은 여러 구조들의 곱집합의 동치류 집합 위에 정의된 더 큰 구조이다.

## 정의
형이 {\displaystyle \sigma }인 구조들의 집합 {\displaystyle \{M_{i}\}_{i\in I}} 및 {\displaystyle I} 위의 극대 필터 {\displaystyle {\mathcal {U}}}가 주어졌다고 하자. {\displaystyle ({\mathcal {U}},\subset )}는 부분 순서 집합이므로, 이를 범주로 간주할 수 있다. 그렇다면 다음과 같은 함자를 정의하자.
{\displaystyle F\colon {\mathcal {U}}^{\operatorname {op} }\to \operatorname {Set} }
{\displaystyle F\colon S\mapsto \prod _{i\in S}M_{i}}
그렇다면, {\displaystyle \{M_{i}\}_{i\in I}}의 초곱 {\displaystyle M}은 집합으로서 {\displaystyle F}의 쌍대극한 {\displaystyle \varinjlim F}이다. 이는 구체적으로 다음과 같다. 순서쌍
{\displaystyle \{(S,x)\colon S\in {\mathcal {U}},\;x\in \prod _{i\in I}M_{i}\}\in \bigsqcup _{S'\in {\mathcal {U}}}(S',\prod _{i\in S'}M_{i})}
사이에 다음과 같은 동치 관계를 부여하자.
{\displaystyle (S,x)\sim (S',x')\iff \{i\in I\colon x_{i}=x'_{i}\}\in {\mathcal {U}}}
그렇다면
{\displaystyle M=\varinjlim F=\left(\bigsqcup _{S'\in {\mathcal {U}}}(S',\prod S')\right)/{\sim }}
이다. 여기에 다음과 같은 {\displaystyle \sigma }-구조를 부여한다. 여기서 {\displaystyle {\vec {x}}=(x_{k})_{k=1,\dots ,n}}, {\displaystyle {\vec {S}}=(S_{k})_{k=1,\dots ,n}}, {\displaystyle \bigcap {\vec {S}}=\bigcap _{k=1}^{n}S_{k}} 따위로 쓰자.
- {\displaystyle \sigma }의 각 {\displaystyle n}항 연산 {\displaystyle m_{i}\colon M_{i}^{n}\to M_{i}} ({\displaystyle i\in I})에 대하여,

{\displaystyle m\colon M^{n}\to M}
{\displaystyle m\colon [({\vec {S}},{\vec {x}})]\mapsto \left[\left(\bigcap {\vec {S}},m_{i}({\vec {x}}_{i})_{i\in \bigcap {\vec {S}}}\right)\right]}
- {\displaystyle \sigma }의 각 {\displaystyle n}항 관계 {\displaystyle R_{i}\subset M_{i}^{n}} ({\displaystyle i\in {\mathcal {I}}})에 대하여, 다음과 같다.

{\displaystyle ([({\vec {S}},{\vec {x}})])\in R\iff \left\{i\in I\colon {\vec {x}}_{i}\in R_{i}\right\}\in {\mathcal {U}}}
이는 {\displaystyle \sigma }형의 구조를 이룬다는 것을 보일 수 있다.
만약 모든 {\displaystyle M_{i}}가 공집합이 아니거나, 아니면 {\displaystyle \{i\in I\colon M_{i}=\varnothing \}\in {\mathcal {U}}}라면 {\displaystyle (S,x)}에서 {\displaystyle S=I}인 경우로 국한할 수 있다. 즉,
{\displaystyle M=\left(\prod _{i\in I}M_{i}\right)/{\sim }}
으로 정의할 수 있다.
만약 모든 {\displaystyle M_{i}}들이 같을 경우, {\displaystyle {\mathcal {M}}}의 초곱을 {\displaystyle M}의 초거듭제곱(超거듭제곱, 영어: ultrapower 울트라파워[*])이라고 한다.

## 워시 정리
워시 정리(영어: Łoś’ theorem)는 1차 논리의 명제가 초곱에서 성립할 필요충분조건을 제공한다. 부호수 {\displaystyle \sigma }의 구조의 집합 {\displaystyle \{M_{i}\}_{i\in I}} 및 극대 필터 {\displaystyle {\mathcal {U}}} 및 {\displaystyle {\vec {a}}\in M^{n}} 및
{\displaystyle \sigma }에 대한, {\displaystyle n}개의 자유 변수를 갖는 1차 논리 명제 {\displaystyle \phi }에 대하여, 다음 두 조건이 서로 동치이다.
- {\displaystyle M\models \phi ([{\vec {a}}])}
- {\displaystyle \{i\in I\colon M_{i}\models \phi ({\vec {a}}_{i})\}\in {\mathcal {U}}}

이는 예르지 워시(폴란드어: Jerzy Łoś)가 증명하였다.

## 예
초곱 {\displaystyle \prod M/{\mathcal {U}}}에서, 만약 사용되는 극대 필터가 {\displaystyle i\in I}의 주 필터
{\displaystyle \uparrow i=\{S\subset I\colon i\in S\}}
라면, 초곱은 단순히 {\displaystyle M_{i}}를 얻는다.
{\displaystyle M\cong M_{i}}
실수 집합 {\displaystyle \mathbb {R} }는 순서체의 형 {\displaystyle (+,\cdot ,-,\leq )}의 구조이다. 실수의 집합의 {\displaystyle \aleph _{0}}개 초승은 실수의 모든 1차 논리적 성질들을 만족시키며, 이를 초실수라고 한다.

## 참고 문헌
- Bell, John Lane; Slomson, Alan B. (1969). 《Models and ultraproducts: an introduction》 (영어). North Holland. ISBN 0-7204-2054-7. Zbl 0179.31402.
- Burris, Stanley N.; Hanamantagouda P. Sankappanavar (1981). 《A course in universal algebra》. Graduate Texts in Mathematics (영어) 78. Springer. ISBN 978-1-4613-8132-7. ISSN 0072-5285. MR 0648287. Zbl 0478.08001.
- Schoutens, Hans (2010). 《The use of ultraproducts in commutative algebra》. Lecture Notes in Mathematics (영어) 1999. Springer. doi:10.1007/978-3-642-13368-8. ISBN 978-3-642-13367-1. ISSN 0075-8434.